# Siniscola
Siniscola ([sinisˈkɔla], Thiniscòle in sardo) è un comune italiano di 11 115 abitanti della costa orientale della Sardegna, in provincia di Nuoro, nella subregione storica delle Baronie, della quale rappresenta il centro più importante.

## Origini del nome
Il nome potrebbe essere preromano, anche se per Massimo Pittau deriverebbe dal latino fīnis scholae (confine del terreno).
Dagli abitanti è stato invece interpretato come fīnis colle (ai piedi della collina).

## Storia

### Periodo prenuragico e nuragico
Tra i reperti risalenti all'età prenuragica sul territorio di Siniscola, vi sono i microliti geometrici in selce e ossidiana del tipo a trapezio e a semiluna, attribuibili al neolitico antico (6000 a.C.), sono stati raccolti in passato nelle dune di Capo Comino, mentre si possono trovare evidenti tracce di frequentazione umana, risalenti al neolitico all'esterno della grotta di Elène Portiche sita sul versante occidentale di Monte Lattu e nel terreno circostante sono stati ritrovati frammenti di vasi decorati (seconda metà del 5000 a.C.)

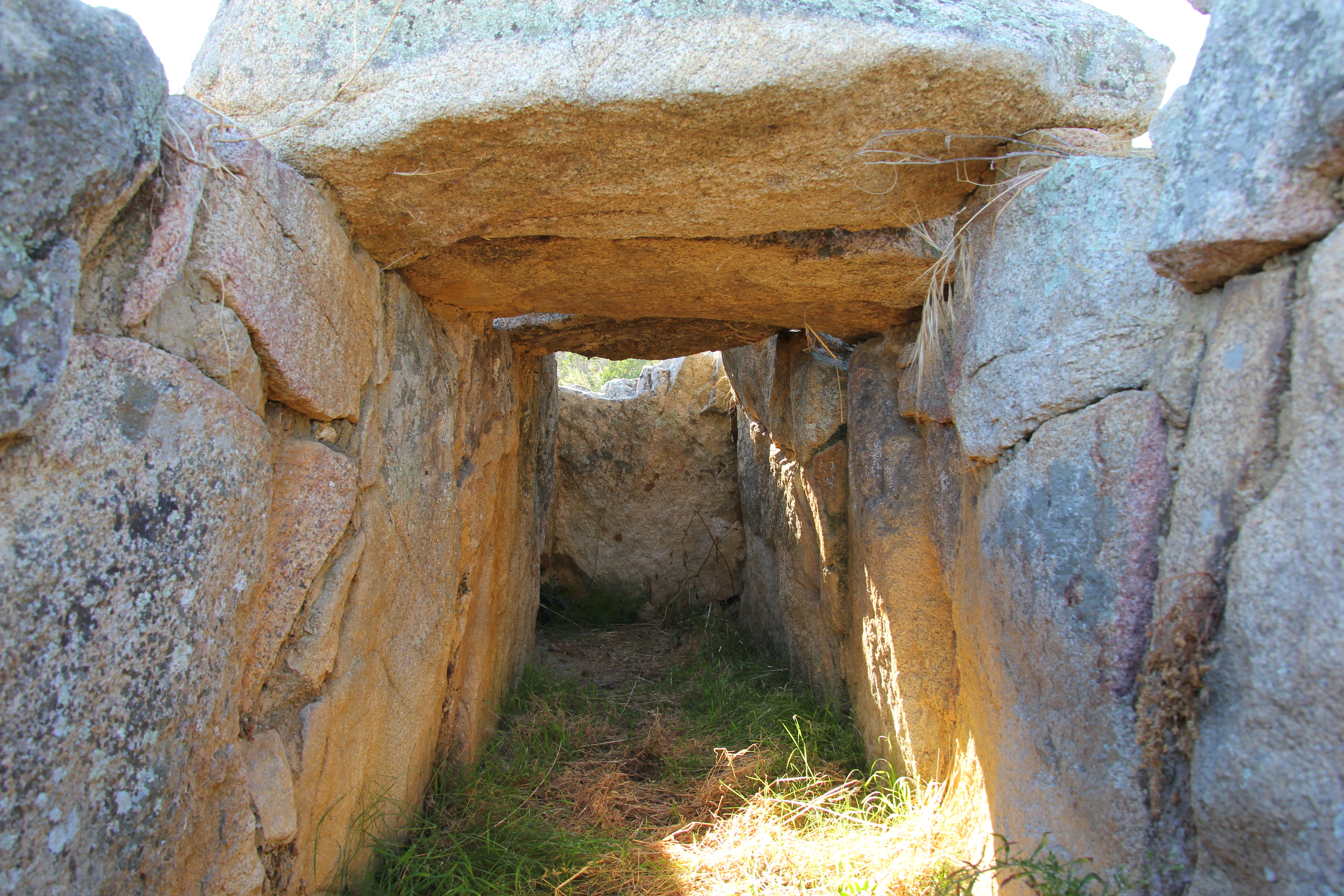
Tomba dei giganti di Su Picante

Sul Monte Albo (Arvu) sono presenti diversi nuraghi: Sas piperas, nuraghi di Punta 'e su pitzu e Bona fraule, nuraghe Concas, nuraghe Sa punta 'e sa thurulia, nuraghe Punta nurache, nuraghi Punta su ramasinu, e nuraghe Punta ischiriddè; grotta Sa prejone e s'orcu, grotta Sa conca ruja. Sul monte Lattu si trova il nuraghe Sa gurutta.
Ai piedi di Monte Tintiri, non lontano dalla strada che conduce a La Caletta il nuraghe Gorropis. Nuraghe Sa domo bianca è situato presso la foce del rio di Siniscola all'interno del giardino di un'abitazione.
Il nuraghe Conca umosa, il nuraghe Paule 'e luca e il villaggio di Rempellos sono nei pressi di Bèrchida. Nuraghe Artora, sull'estrema punta di Capo Comino a 158 m di altitudine. Il nuraghe Nidu de abile, a Capo Comino, ridotto ormai a un cumulo di rovine, sulla cima dell'omonima punta (126 m s.l.m.).
Le Domus de janas di Cuccuru 'e Janas sono situate nella strada provinciale tra Siniscola e La Caletta, mentre le tombe dei giganti di Su piccante, di Sas colovranas e Su itichinzu si trovano tra Capo Comino e Irgoli.

### Storia medioevale
Nell'anno 1100, il borgo di Siniscola era inserito nella curatoria di Posada, facente parte del giudicato di Gallura.
Dal 1300 circa il giudicato di Gallura venne assoggettato direttamente da Pisa e fu governato da un vicario. Per opera dei pisani, Terranova (Olbia) e Orosei, vennero cinte da mura e passarono allo status di comuni; contemporaneamente furono potenziati i porti di Terranova, Orosei, Santa Reparata, Posada e Santa Lucia di Siniscola.
Con la conquista catalano-aragonese del 1323 si concluse la parentesi pisana. Nella metà del Trecento gli aragonesi frazionano la Gallura giudicale in varie entità amministrative, sancendo la definitiva divisione del territorio giudicale tra l'odierna Gallura e quello dell'antica bassa Gallura (attuale Baronia) con centro principale a Orosei.
Nel 1431 Posada fu infeudata dalla Casa di Aragona ai Carroz, conti di Mandas e Terranova, elevata al rango di Baronia e organizzata come capoluogo dei villaggi Torpè, Siniscola e Lodè.

### Storia moderna

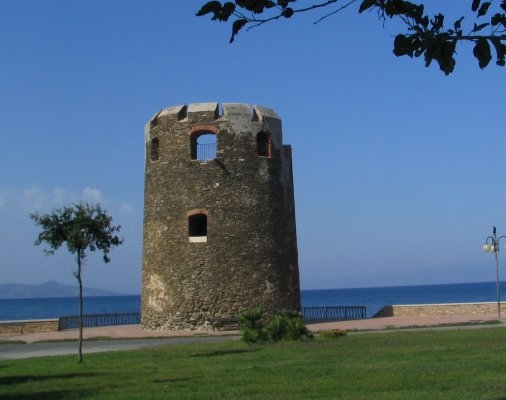
Torre di Santa Lucia

Nel 1514 i mori raggiunsero le coste di Siniscola, approdarono senza incontrare resistenza e saccheggiarono Siniscola, Torpè e Lodè.
Per queste continue scorrerie, gli abitanti di Lodè, Torpè e Siniscola minacciarono di abbandonare i loro villaggi e di trasferirsi attorno alla Rocca di Posada, in attesa di un sistema di difesa adeguato.
Tra il 1500 e il 1600 per ordine del Capità y alcait di Castel Aragonese, in seguito al viaggio di perlustrazione che nel 1573 fece don Marco Antonio Camos, capitano di Iglesias, furono costruite in posizione strategica le torri litoranee, a difesa delle popolazioni costiere, più esposte ai pericoli di invasioni dei pirati; tra Siniscola e Posada ben si conservano le torri di San Giovanni di Posada e di Santa Lucia di Siniscola.
Nel febbraio del 1581 i barbareschi sbarcarono in forze presso Santa Lucia (dove ancora non c'era la torre, la cui costruzione iniziò poco dopo) e depredarono, uccisero e fecero prigionieri. Ma sulla via del ritorno alle loro navi, trovarono le squadre armate di Bernardino Puliga, nobile originario di Sassari, poi divenuto eroe locale siniscolese, che li sconfisse mettendoli in fuga, recuperando il bottino e liberando i prigionieri.
I baroni che si succedettero nel territorio della Baronia non ebbero molta cura del feudo, tanto che nel 1623, il consiglio del Real patrimonio d'Aragona, sequestrò il feudo al legittimo titolare Michele Portugues, il quale non vi aveva organizzato alcun sistema difensivo contro i pirati saraceni, e lo costrinse a procedimenti giudiziari di riscatto che poi lo condussero alla perdita fallimentare della proprietà e del titolo.
Sul finire del XVIII secolo, durante il periodo sabaudo, si verificarono i cosiddetti moti rivoluzionari sardi. I moti rivoluzionari dell'epoca interessano anche la Baronia di Posada, ma le rivolte non riguardavano direttamente i Savoia, bensì erano condotte contro i baroni dei centri abitati di Posada, Siniscola, Lodè e Torpè rappresentati in un unico feudo posseduto da donna Marianna Nin Zatrillas, duchessa di Sotomayor e moglie di don Modesto della Escossura, che viveva in Spagna e riceveva i benefici feudali dagli amministratori residenti in Sardegna. Tuttavia le persone coinvolte nei moti rivoluzionari in Baronia, come nel resto dell'isola, furono schedate nei singoli mandamenti giudiziari piemontesi, documenti presenti oggi nell'archivio di Stato di Torino.

### Storia contemporanea
Nel censimento del 1846 Siniscola contava 2.521 abitanti, il centro urbano era ricompreso all'interno di un triangolo ideale formato dalle attuali via Sant'Antonio, via Piemonte e via Roma.  Il perimetro del triangolo coincideva, presumibilmente, con l'antica fortificazione muraria, eretta nel XVI secolo per difendere la popolazione dalle invasioni saracene. A metà del XIX secolo, dell'antica fortificazione, restavano solo i nomi di tre porte: Porta Pantea, Sa Turrita e Sa Porta.
Per la contea del Montalbo in Baronia, Il processo di abolizione del feudalesimo partì nel 1838, e terminò in ritardo rispetto ad altre zone della Sardegna, a causa di un lungo contenzioso. Fu un ventennio di litigi tra i feudatari spagnoli, il Supremo Consiglio di Torino e la Regia Delegazione di Cagliari, incaricata del riscatto dei feudi. Alla fine il paese venne riscattato agli ultimi feudatari, i Nin Zatrillas, e divenne un comune amministrato da un sindaco e da un consiglio comunale.
Nel 1853 vennero presi provvedimenti per il crescente fenomeno del banditismo e le carceri venivano spostate dall'abitato di Posada per essere dislocate su tutto il suo territorio. L'abitato di Siniscola, capoluogo di mandamento, disponeva di due stanze per la custodia dei detenuti di passaggio, e la sede stabile dei Cavalleggeri di Sardegna. La Baronia fu l'ultimo feudo ad essere riscattato dai Savoia, intorno al 1860.
A Siniscola dagli anni 1830 al 1870 si visse un periodo di insicurezza, sia per gli omicidi, i furti, le grassazioni, gli assalti alle case che per le disfunzioni del sistema giudiziario. Le proteste popolari del 1852, furono aspramente represse dalle truppe reali a Siniscola e nelle altre parti della Sardegna, teatro del malcontento. La postazione dei carabinieri reali a Siniscola, poteva contare su cinque o sei militari, i quali si occupavano soltanto di garantire la sicurezza e la tutela dei Sindaci e dei Giudici. Nel 1869 il tema dell'amministrazione della giustizia nei mandamenti del Nuorese e della Sardegna, occuperà una parte rilevante nella denuncia delle peculiari condizioni dell'isola e della necessità di risolverle, da parte del governo in seguito alla visita della Commissione Depretis. Si denunciava di solito il numero sempre crescente dei nati e delle controversie civili nel mandamento di Siniscola.
I tumulti di Siniscola e l'incendio del Municipio dell'agosto del 1906 sono stati la conseguenza di una situazione di malessere generale, che era diffuso in tutta la Sardegna. Una tra le tante cause affonda le radici nel 1887, quando scattò il protezionismo doganale ed i prodotti dell'agricoltura e della pastorizia non presero più il largo dagli approdi sardi diretti a Marsiglia (al mercato francese giungevano anche partendo dai porti di La Caletta ed Orosei).
Nel 29 dicembre 1902, da Eugenio notaio della stessa città e da Giuseppina Unali, nacque a Siniscola Antonio Marongiu, noto scrittore di saggi politici.
Sul territorio baroniese intorno al 1930 vengono eseguite importanti opere pubbliche come la costruzione dell'acquedotto a servizio di Siniscola e La Caletta, con la captazione delle sorgenti dei Monte Albo, la formazione di un primo impianto di fognature miste nel centro storico di Siniscola e la bonifica delle paludi  costiere circondanti La Caletta, con la costruzione dei canale Vivarelli e dei suoi rami secondari.
Nel 1940 iniziò per l'Italia e per la Sardegna la seconda guerra mondiale. L'isola subì subito le conseguenze economiche del conflitto: l'insularità e il controllo del mare da parte nemica limitò la possibilità di commercio e la Sardegna fu costretta a contare soltanto sulle sue modeste risorse. Anche il paese di Siniscola soffrì per la dolorosa e pesante partenza dei giovani, inviati a combattere nei diversi fronti di guerra.
Nel 1957 fu ricostruito e fortificato il porto di “Pedras Nieddas ” antico nome in sardo della località di La Caletta. Porto di notevole importanza per gli scambi commerciali, vi facevano tappa periodicamente i piroscafi "postali" che collegavano la Sardegna con Civitavecchia, Livorno e Genova. Venivano imbarcate svariate qualità di merci, principalmente i minerali estratti dalle miniere di Lula ed il carbone di legna prodotto nei boschi dell'entroterra.
Anche Santa Lucia di Siniscola fino al 1900 era una zona dedita al commercio marittimo, nel 1878 fu ricostruita la chiesa e ci fu un incremento demografico, dovuto sia all'afflusso dei siniscolesi e dei nuoresi e che a quello delle famiglie dei pescatori ponzesi.
Dal 1950 in sintonia con le trasformazioni sociali ed economiche seguenti al secondo conflitto mondiale, da Siniscola e da altri paesi sardi partono grandi flussi migratori verso l'Italia continentale ed i paesi stranieri; negli anni settanta il flusso si interrompe ed addirittura si inverte, con il rientro degli emigrati, nel frattempo divenuti forza lavoro specializzata. Il settore primario perde il suo ruolo guida, sostituito dall'avvento della meccanizzazione.
Si sviluppano il settore industriale e artigianale: sono di questi anni l'avvio della produzione da parte delle società Sardocalce, Marfili, Sils Laterizi, Aurora Marmi, ecc. Si afferma lentamente il settore turistico, grazie anche all'edificazione di strutture alberghiere a La Caletta. Si assiste alla crescita del settore terziario e parallelamente si segnala la forte crescita demografica, dai 5.705 abitanti dei 1951, si passa infatti ai 7.013 del 1971.
Dalla fine degli anni sessanta il centro urbano di Siniscola si espande verso le zone agrarie circostanti. Nascono i nuovi quartieri di "Monte Idda", "Funtana", "Furreddu”, "Picuzare", "Sa Sedda" , "S. Efisio" e "Coccorra".

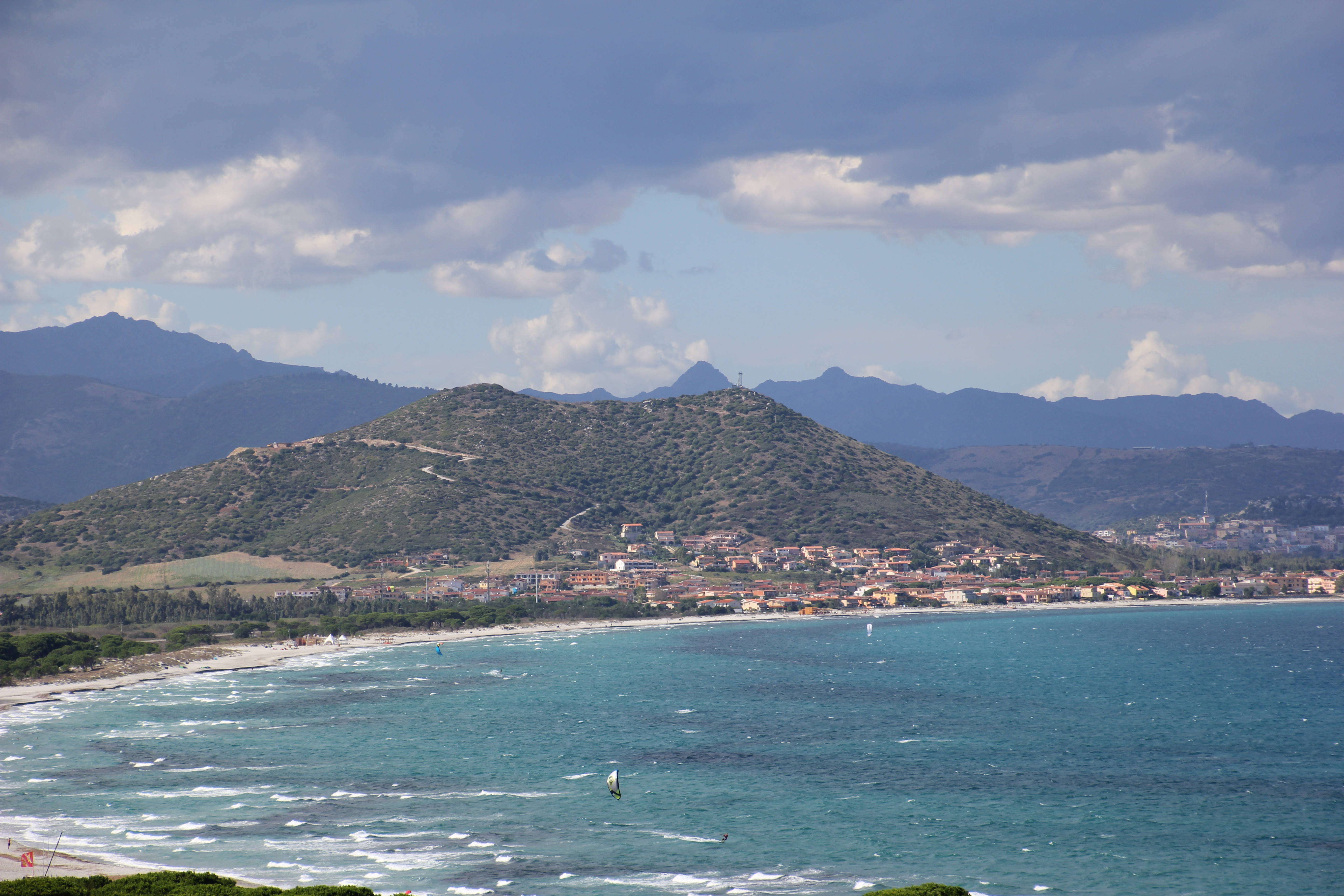
La Caletta

Tra il 1950 ed il 1970 si registra anche lo sviluppo urbano, a volte abusivo, di La Caletta, Santa Lucia e lo sviluppo delle zone di Sa Pedra Ruia, di S'Ena e Sa Chitta e la zona di Mimmiu Canu ad opera di privati.
Tra gli anni cinquanta e sessanta ha origine anche il fenomeno degli insediamenti rurali stabili: "Attraverso i finanziamenti per la riforma agraria, I'E.T.F.A.S., Ente Regionale per lo Sviluppo dell'Agricoltura, procede alla trasformazione e valorizzazione di oltre 600 ettari e alla successiva assegnazione agli agricoltori".
Le aziende o poderi, vengono concentrate in cinque località: tre costiere (La Caletta, Capo Comino, Berchida) e due nell'entroterra (San Narciso e Murtas Artas). Gli insediamenti rurali riceveranno, negli anni successivi, un impulso notevole anche grazie alla realizzazione, a partire dagli anni sessanta, della rete irrigua ad opera dei Consorzio di Bonifica.
Parallelamente allo sviluppo della struttura economica nella sua globalità, si determina l'ulteriore crescita dagli insediamenti urbani.
A poca distanza dal centro, a guida di quartieri residenziali satellite, nascono gli insediamenti di Janna e Frores e San Narciso e si assiste alla crescita repentina di una serie di insediamenti abusivi, da quelli circoscritti a poche unità edilizie a quelli formati da centinaia di costruzioni: è il caso della zona di "Su Tiliò", "Avedì", "Sa Petra Ruia".
Il fabbisogno abitativo primario trova parzialmente risposta nel territorio agricolo con significative concentrazioni nella zona di San Narciso, S'Alapattu, Marinedda, S'Aspidda e Garraù.
Anche se con notevoli ritardi, negli anni ottanta l'amministrazione comunale adotta una serie di piani urbanistici.
Siniscola passa dai 10.234 abitanti del 1991 a 11.603 abitanti nel 2010 con 11 frazioni: Berchida, Cantoniera Berchida, Capo Comino, Cuccuru e Iana, Ena 'e s'Achitta-Su Tiliò, Iscra e Voes, La Caletta, Murtas Artas, Santa Lucia, Su Pranu, Tanca Altara.
Il 28 maggio 2013, il presidente della repubblica Giorgio Napolitano firma il decreto con cui Siniscola viene elevata al rango di città.

### Simboli

Stemma

Lo stemma comunale di Siniscola è stato concesso con decreto del presidente della Repubblica in data 19 luglio 1999.
Lo stemma di Siniscola è troncato semipartito: nel primo, troncato di azzurro e oro, è presente il gallo, simbolo del giudicato di Gallura, al quale Siniscola apparteneva all'epoca dei giudicati; il secondo, riporta lo scaccato di azzurro e argento, di sedici pezzi: l'azzurro ricorda il mare che bagna il territorio di Siniscola e l'argento il Montalbo che sorge alle spalle della città; il terzo, su sfondo azzurro, riporta la torre aragonese di Santa Lucia, costruita a sentinella per segnalare le incursioni saracene tra il 1500 e il 1600.
Il gonfalone è un drappo di bianco.

## Monumenti e luoghi d'interesse

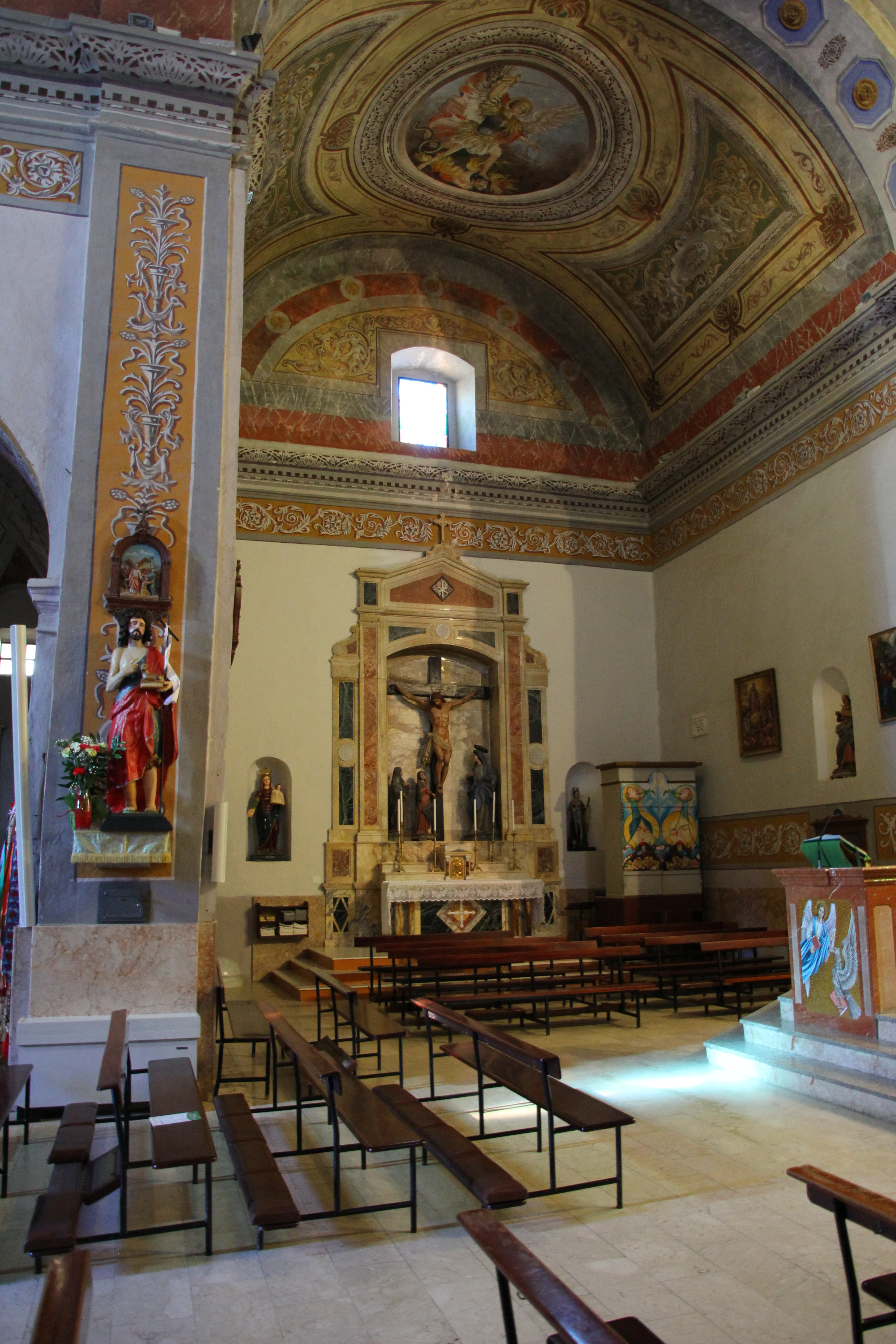
Chiesa di San Giovanni Battista

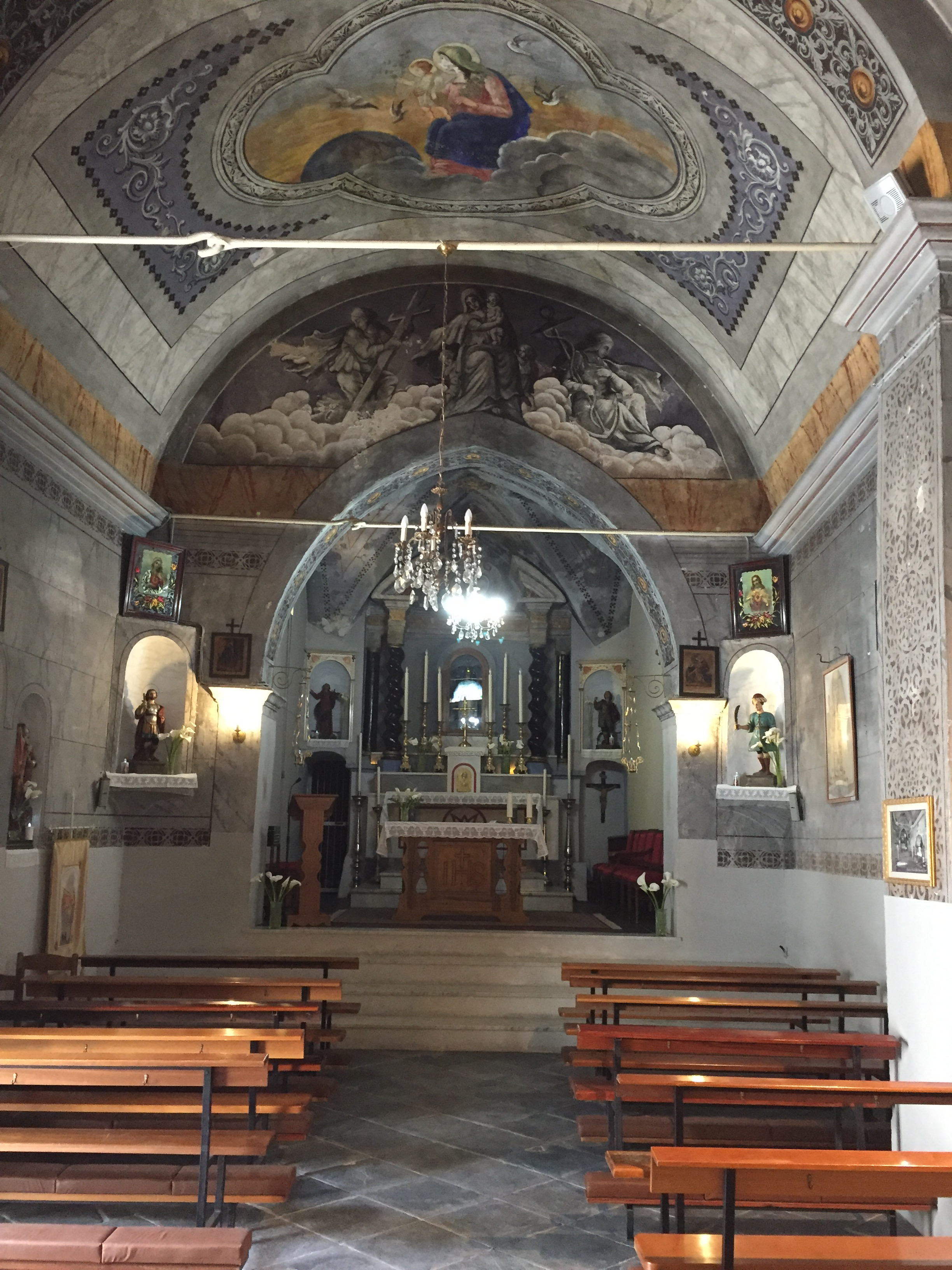
Chiesa della Madonna delle Grazie

### Architetture religiose
- Chiesa di Santa Lucia
- Chiesa del Rosario
- Chiesa di San Giovanni Battista
- Chiesa delle Grazie
- Chiesa di Sant'Antonio

### Il monumento agli emigrati
Situato all'ingresso di Siniscola all'inizio di via Padre Kolbe, il monumento è stato inaugurato il 2 settembre 2023 come ricordo degli emigrati siniscolesi che, dopo il secondo dopoguerra, hanno lasciato la Sardegna per trovare lavoro nel resto dell'Italia e all'estero (soprattutto in Germania e in Belgio). 

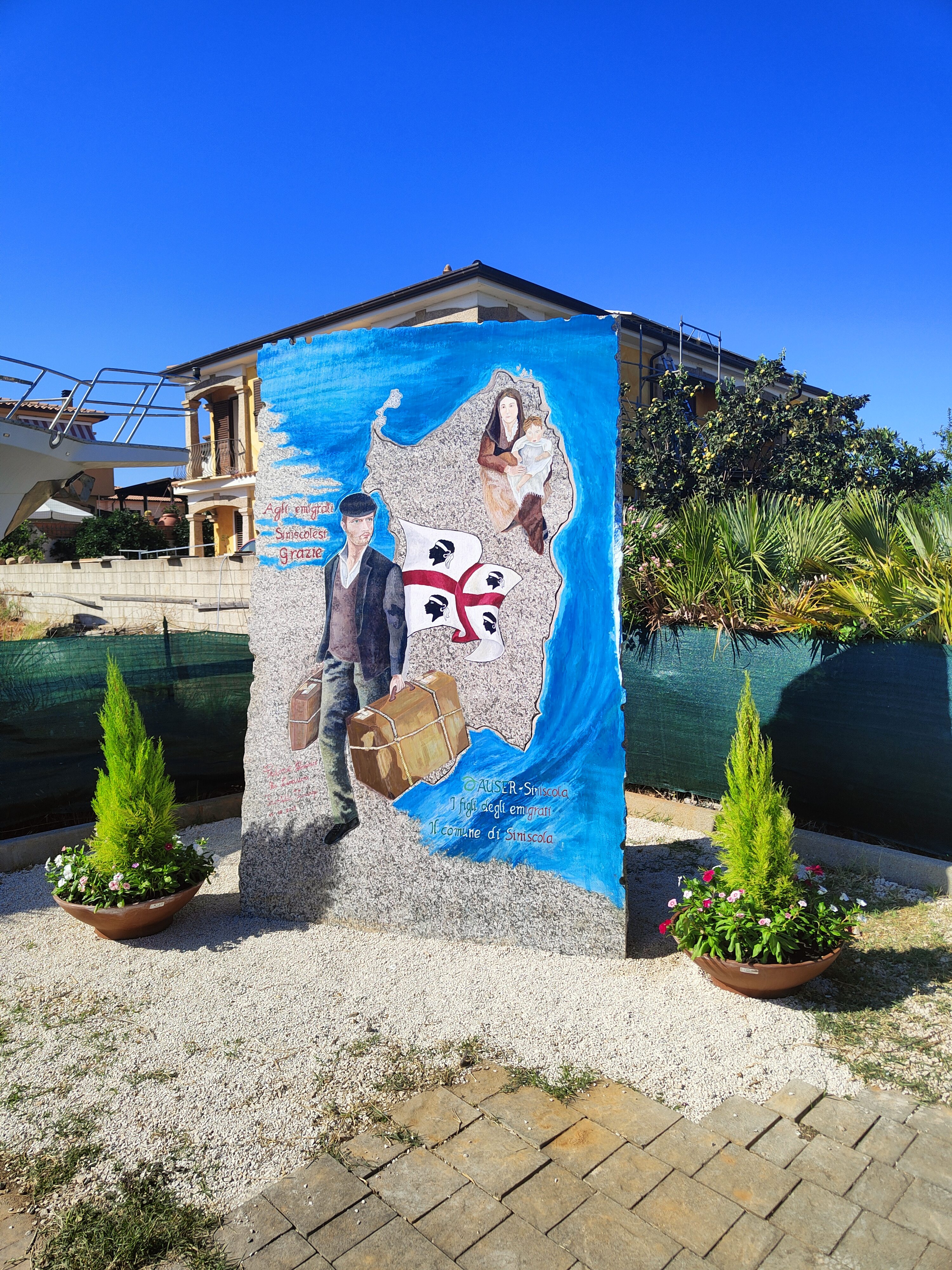
Monumento agli emigrati, all'ingresso di Siniscola

Il monumento, promosso dall'Associazione Auser locale e dal Comune di Siniscola, consiste in una lastra di granito del peso di 3 tonnellate sulla cui superficie vi è un murales, raffigurante un uomo che abbandona la propria casa nella speranza di trovare al di fuori di essa una vita più dignitosa. A seguito dell'inaugurazione, ogni 5 agosto verrà ricordato come Giornata degli emigrati sardi.

### Siti archeologici

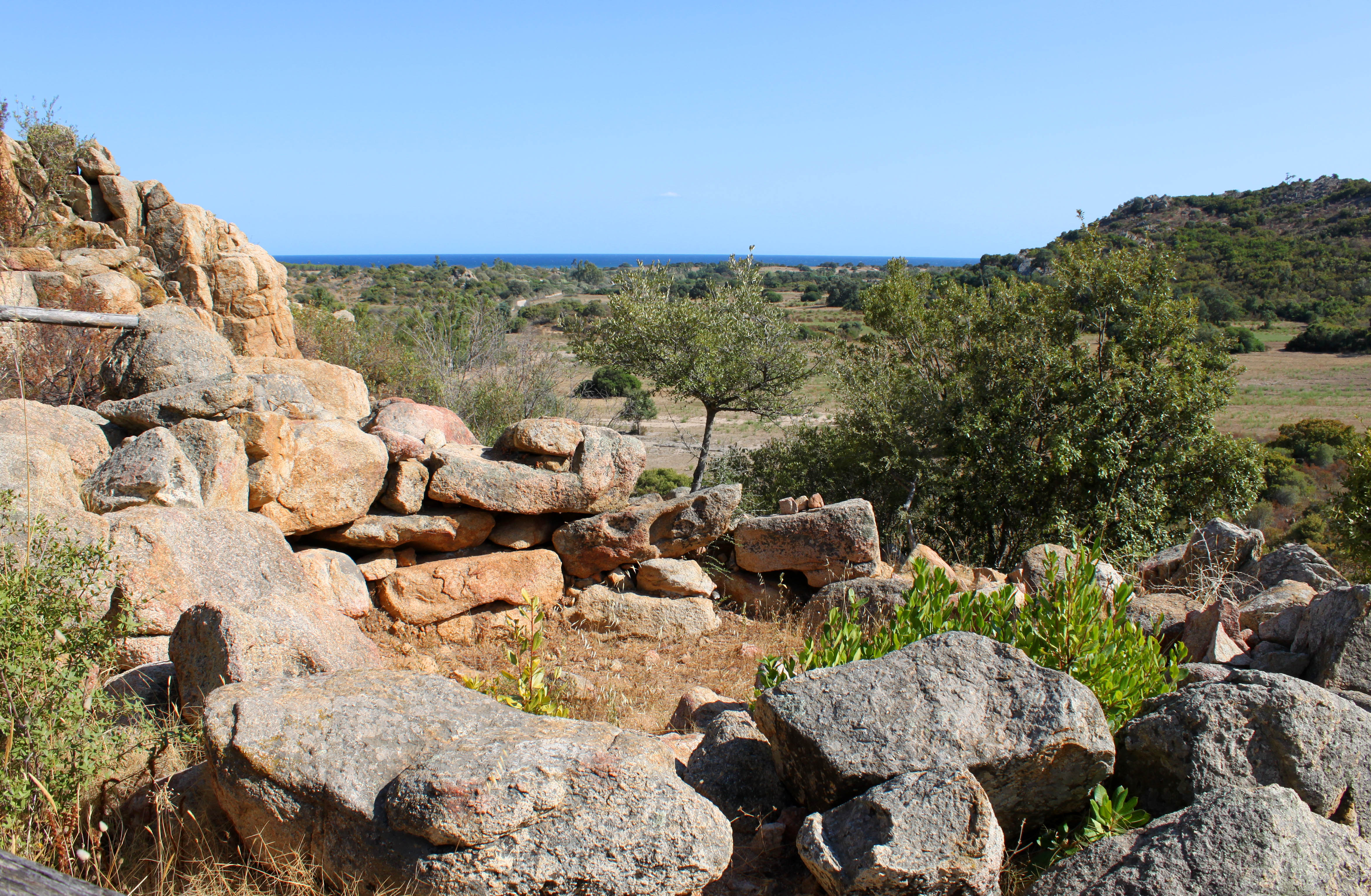
Nuraghe Conca Umosa

- Domus de janas di Cucuru 'e Janas, lungo la strada che si collega a la Caletta
- Grotta di Sa Prejone e s'Orcu sul Montalbo
- Grotta di Sa Conca Ruja sul Montalbo
- Area archeologica di Bèrchida: villaggio prenuragico
- Tomba dei giganti di Su Picante, tra capo Comino e Irgoli
- Tomba dei giganti di Su 'Itichinzu, tra capo Comino e Irgoli
- Villaggio di Rempellos nei pressi della spiaggia di Berchida

### La grotta di Gana 'e Gortoe
Situata dentro la città in via Olbia, la grotta venne usata durante la Seconda guerra mondiale come vero e proprio rifugio antiaereo per i cittadini siniscolesi, i quali vi si nascondevano durante il passaggio degli aerei. Dentro la grotta è presente un corso d'acqua che sfocia a "funtana" (la fonte dove negli anni trenta si andava a lavare e prendere l'acqua). L'origine di questo corso d'acqua è ignota, visto che la grotta è in parte inesplorata. Al suo interno si trovano resti di brocche d'origine etrusca.

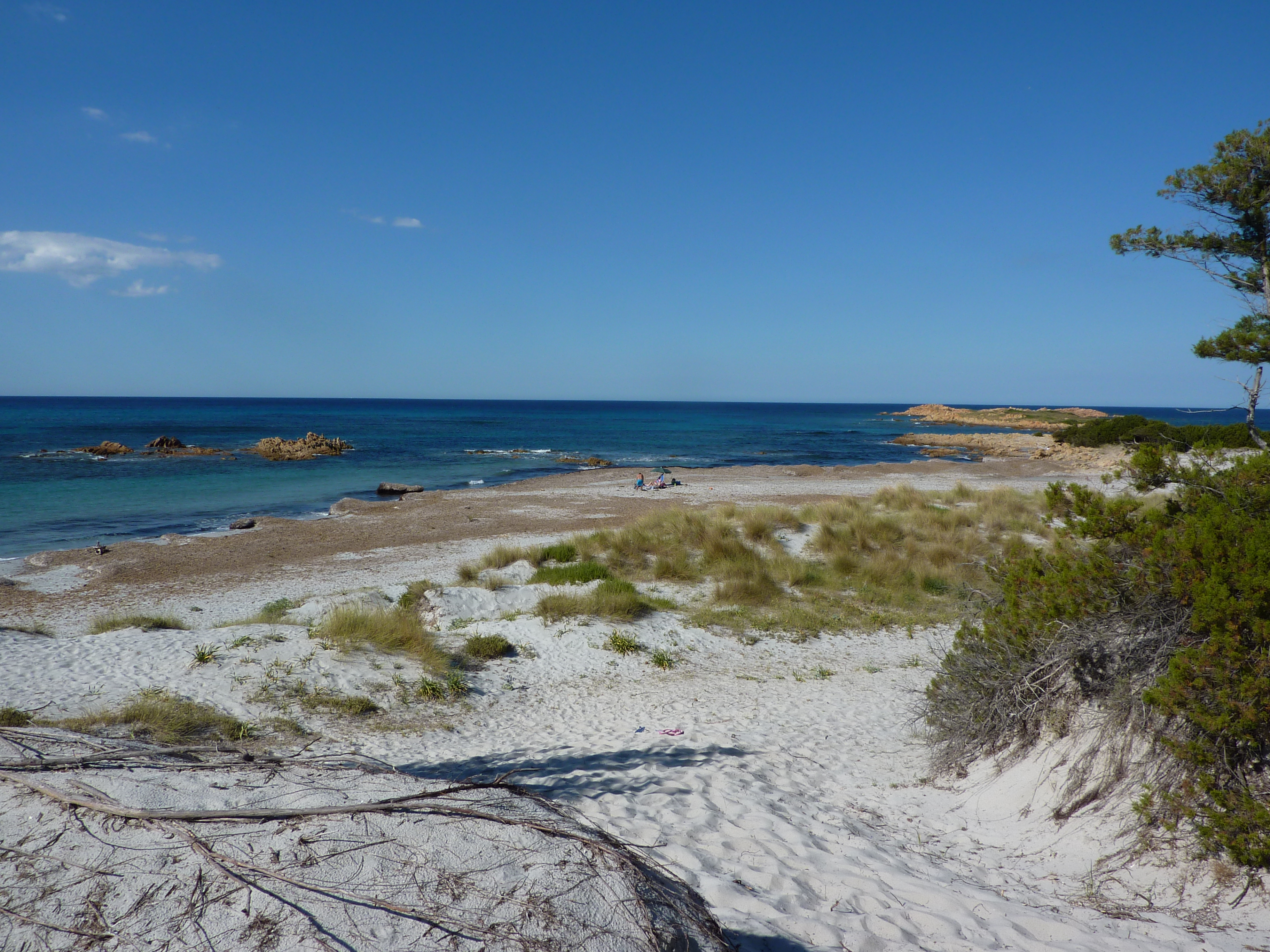
Spiaggia di Capo Comino

### Spiagge

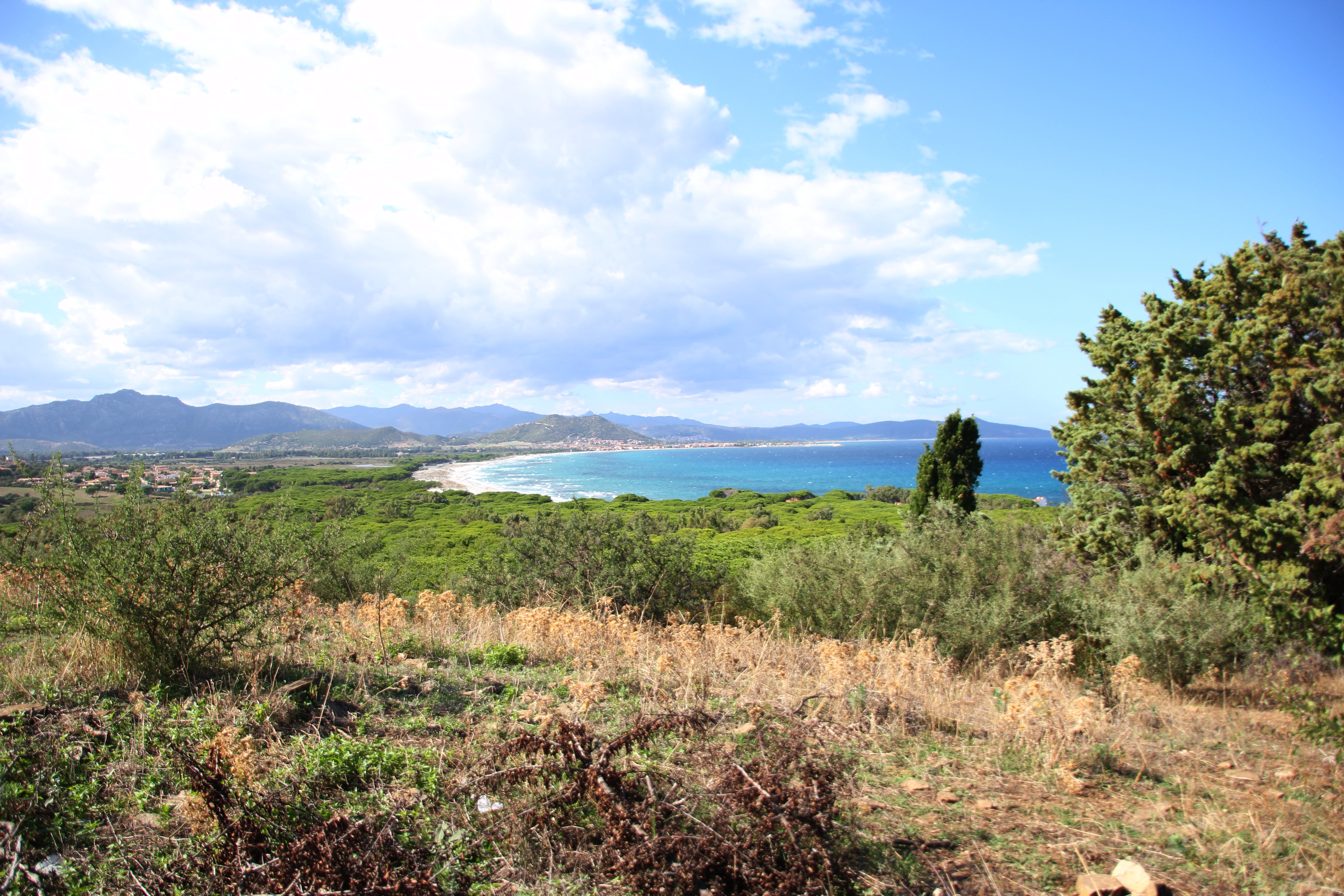
Spiaggia di La Caletta

Siniscola è una meta turistica molto apprezzata in Sardegna, in particolar modo per le sue spiagge:
- La Caletta
- Santa Lucia
- Sa Petra Ruja
- S'ena e sa Chitta
- Capo Comino
- Bèrchida

### Zone umide
Appartengono al territorio di Siniscola gli stagni di Salinedda e di Salina Manna.

## Società

### Evoluzione demografica
In base ai dati del censimento 2001 nel comune di Siniscola sono stati rilevati 10 900 abitanti residenti, dei quali 7 739 abitanti (pari al 71%) nel centro urbano di Siniscola. Le rimanenti località abitate del territorio comunale sono La Caletta con 1 348 abitanti, Santa Lucia con 154 e Capo Comino con 27 abitanti, mentre la restante popolazione sparsa ammonta a 1 632 unità.
Abitanti censiti

### Etnie e minoranze straniere
Stranieri residenti al 31 dicembre 2016 fonte ISTAT:
- 453 (4% circa della popolazione totale[7])

### Lingue e dialetti
La variante del sardo parlata a Siniscola è quella nuorese baroniese.

## Cultura

### Musica
Siniscola, oltre ad ospitare diversi gruppi folk che si esibiscono in spettacoli di musica tradizionale sarda, è considerata la "capitale rock" della Sardegna. Infatti la cittadina baroniese ha dato i natali, oltre che al cantante del Banco del Mutuo Soccorso Francesco Di Giacomo, a vari gruppi musicali del panorama rock isolano, come gli Askra, i Kenze Neke, i Keret Korria, i KNA, gli Tzoku, i Ruja Karrera e Isaluti.
Negli ultimi anni si è ampliata sul territorio la presenza di crew e collettivi hip hop, dando vita ad un vero e proprio ambiente vivo e influente, formato prevalentemente da mc's e bboy. Tra i vari esponenti della scena troviamo la Cronaca Nera, crew di mc's e writer, capeggiata dal rapper Crono.

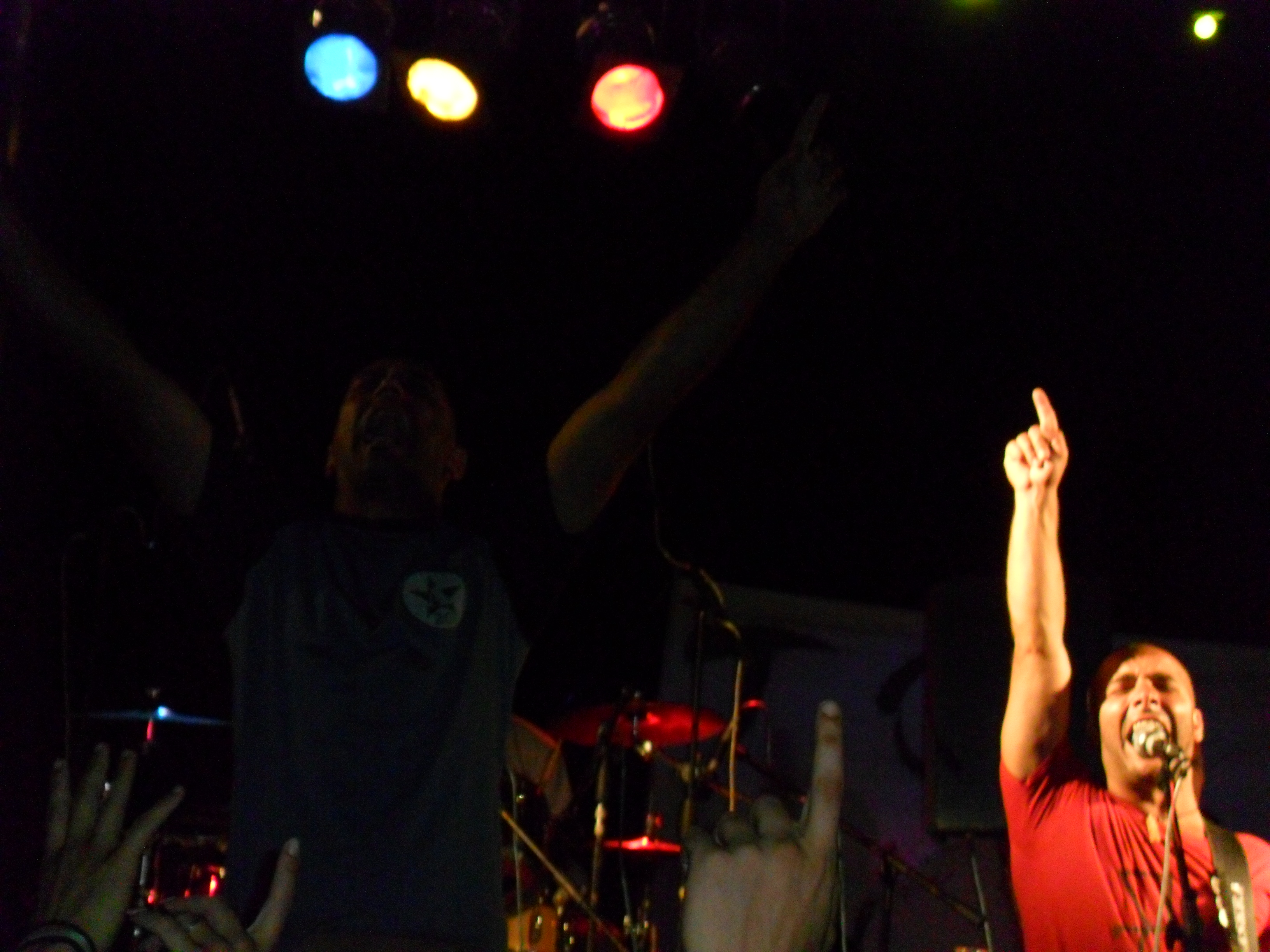
Concerto del ventennale degli Askra a Santa Lucia di Siniscola nell'agosto del 2013.

### Cucina
Tipica di Siniscola è la pompia, agrume caratterizzato da buccia ruvida, spessa ed irregolare da cui si ricava il dolce omonimo. Sa pompia è coltivata nella zona da tempi antichissimi.. Il piatto tipico della cucina tradizionale siniscolese è "sa suppa Thiniscolesa"

### Istruzione
Nel territorio comunale sono presenti 4 Scuole dell'infanzia, 3 scuole primarie, 2 Scuole secondarie di primo grado e 3 istituti secondari di secondo grado. È presente inoltre la MeA scuola civica di musica.

## Infrastrutture e trasporti
La città è servita dalla Strada statale 131 Diramazione Centrale Nuorese e dalla Strada statale 125 Orientale Sarda.

## Amministrazione
| Periodo         | Periodo         | Primo cittadino    | Partito                            | Carica  | Note   |
| --------------- | --------------- | ------------------ | ---------------------------------- | ------- | ------ |
| 6 giugno 1993   | 27 aprile 1997  | Ercole Pietro Fenu | lista eterogenea                   | sindaco | [ 16 ] |
| 27 aprile 1997  | 13 maggio 2001  | Giuseppe Pipere    | lista civica                       | Sindaco | [ 17 ] |
| 13 maggio 2001  | 28 maggio 2006  | Lorenzo Pau        | liste civiche di centro-sinistra   | Sindaco | [ 18 ] |
| 28 maggio 2006  | 15 maggio 2011  | Lorenzo Pau        | lista civica "Progetto"            | Sindaco | [ 19 ] |
| 15 maggio 2011  | 5 giugno 2016   | Rocco Celentano    | lista civica "Orizzonte Siniscola" | Sindaco | [ 20 ] |
| 5 giugno 2016   | 11 ottobre 2021 | Gian Luigi Farris  | lista civica "Orgoglio Siniscola"  | sindaco | [ 21 ] |
| 11 ottobre 2021 | in carica       | Gian Luigi Farris  | lista civica "Orgoglio Siniscola"  | Sindaco | [ 22 ] |

## Sport

### Calcio
La principale squadra di calcio della città è l'U.S.D. Siniscola Montalbo, nata nel 2018 dalla fusione delle due storiche squadre locali dello 'Sporting Siniscola' e della 'Polisportiva Montalbo Calcio'. Nella stagione 2022/23 milita nel girone B sardo di promozione.